# نی‌یور
نی‌یور (به فرانسوی: Nièvre) یکی از مناطق فرانسه است. نام این شهر برگرفته از نام رودی است که از سراسر فرانسه می‌گذرد.

## تاریخچه
نی‌یور یکی از ۸۳ بخش اصلی در طول انقلاب فرانسه است که در تاریخ ۴ مارس ۱۷۹۰ بوجو آمد. این منطقه از استان سابق Nivernais فرانسه، ایجاد شده است.

## جغرافیا
نی‌یور جزء منطقه بورگوین است و از اطراف توسط این شهرها احاطه شده است: یون، کوت دور، سون-ا-لوآر، آلیه، شر و لوآره. و همچنین رود بزرگ Niavr Maloyr از آن عبور می‌کند.

## گردشگری

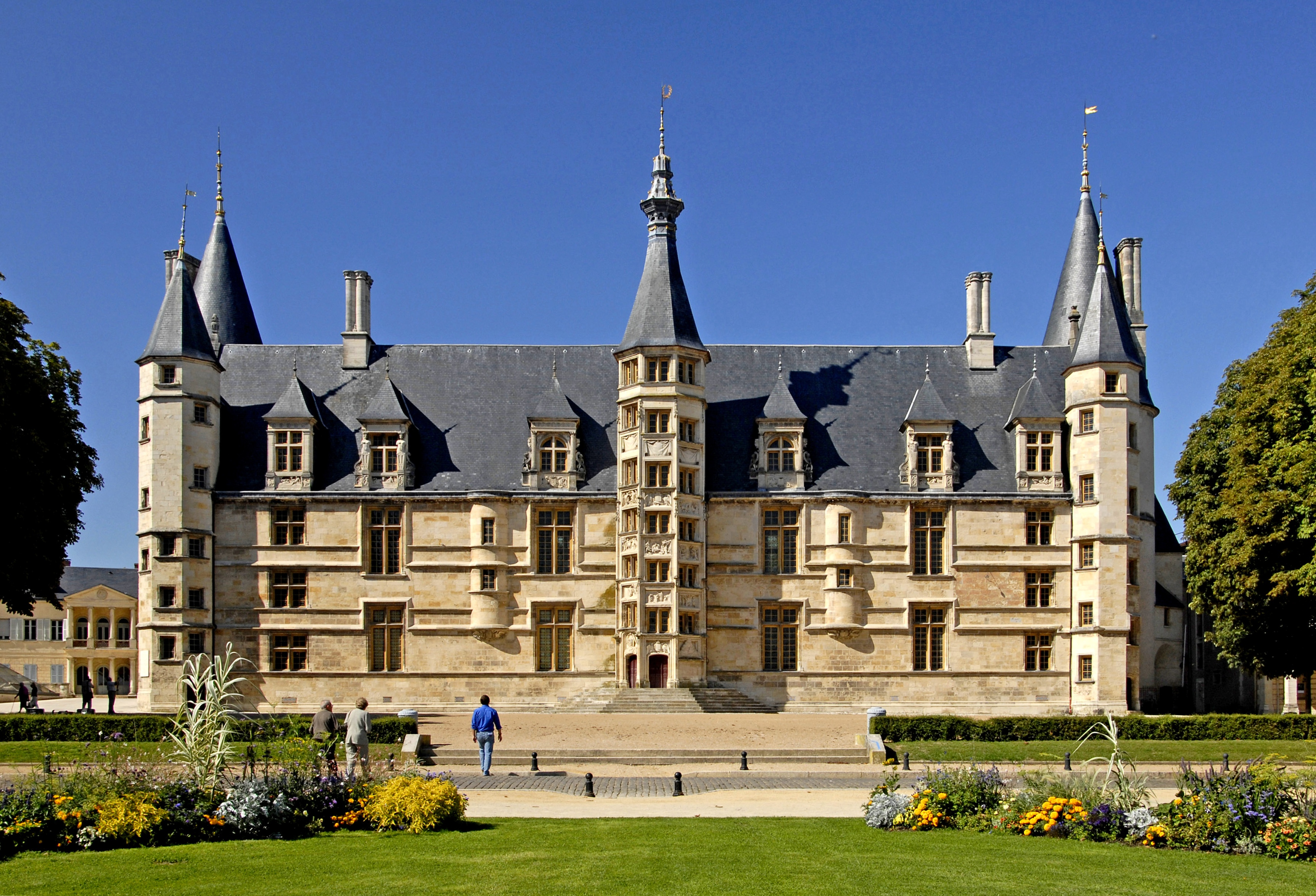
کاخ وابسته به دوک در Nevers
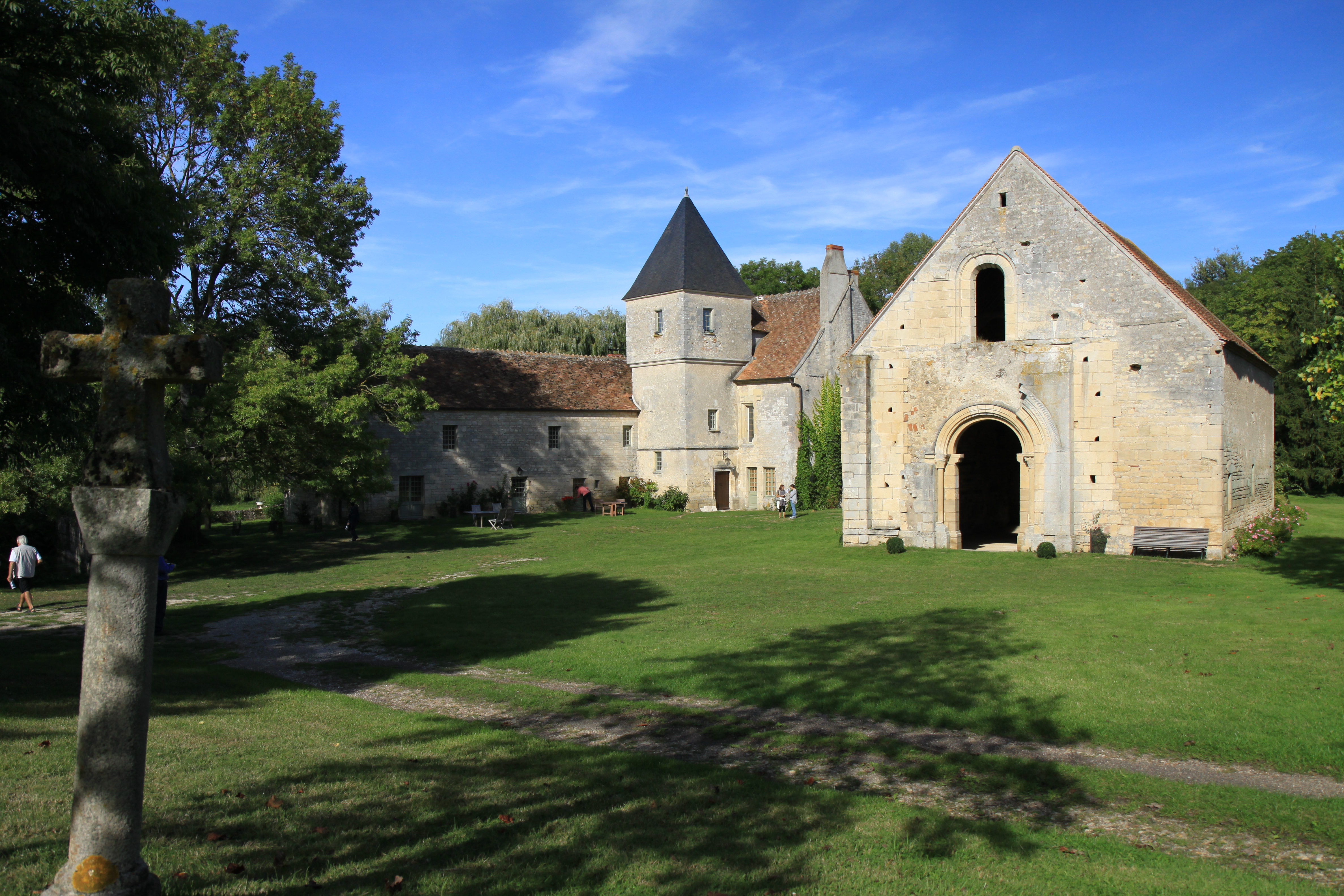
فرمانده شوالیه زائر بیت المقدس در Villemoisson
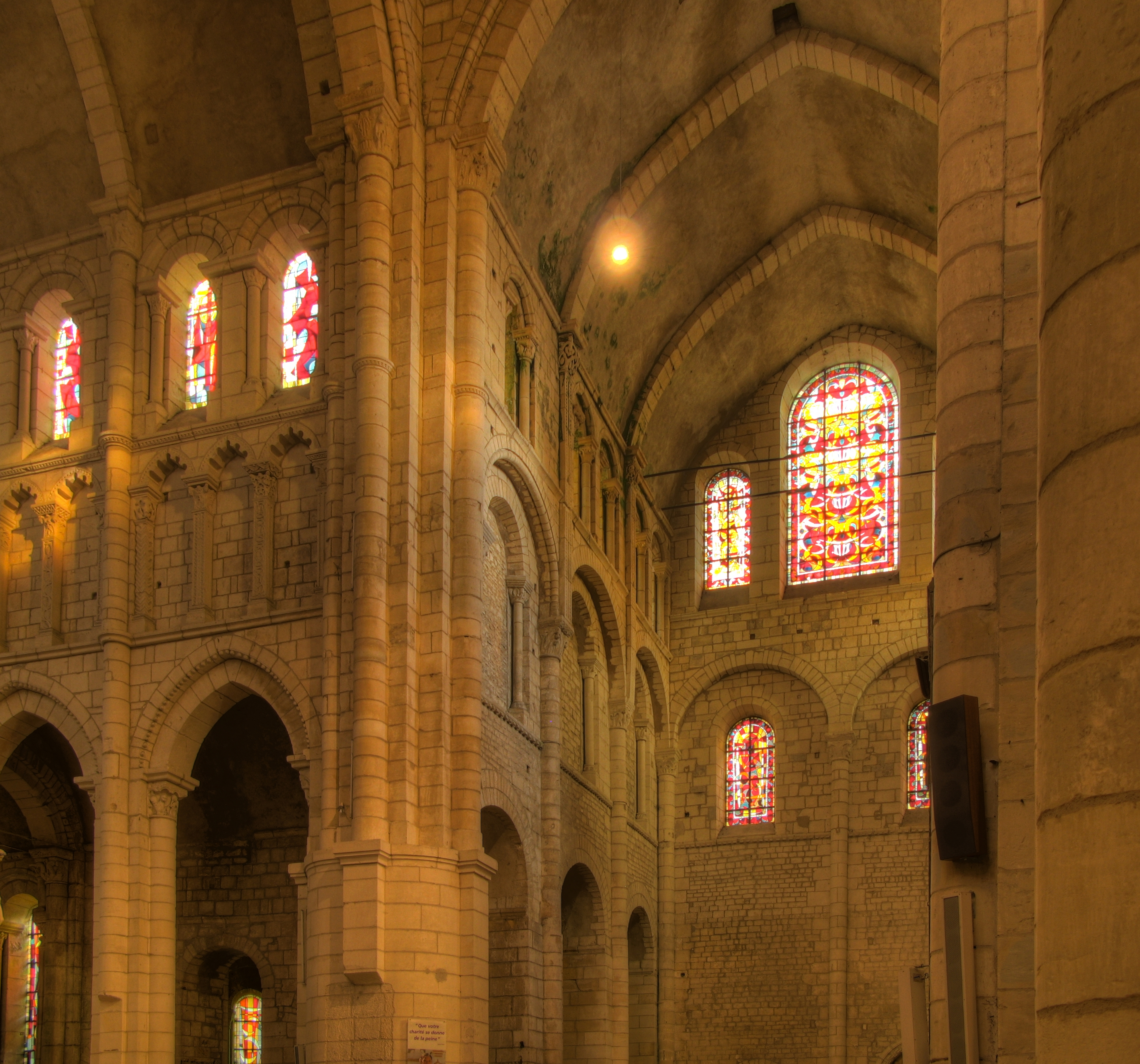
Notre-Dame of La Charité-sur-Loire
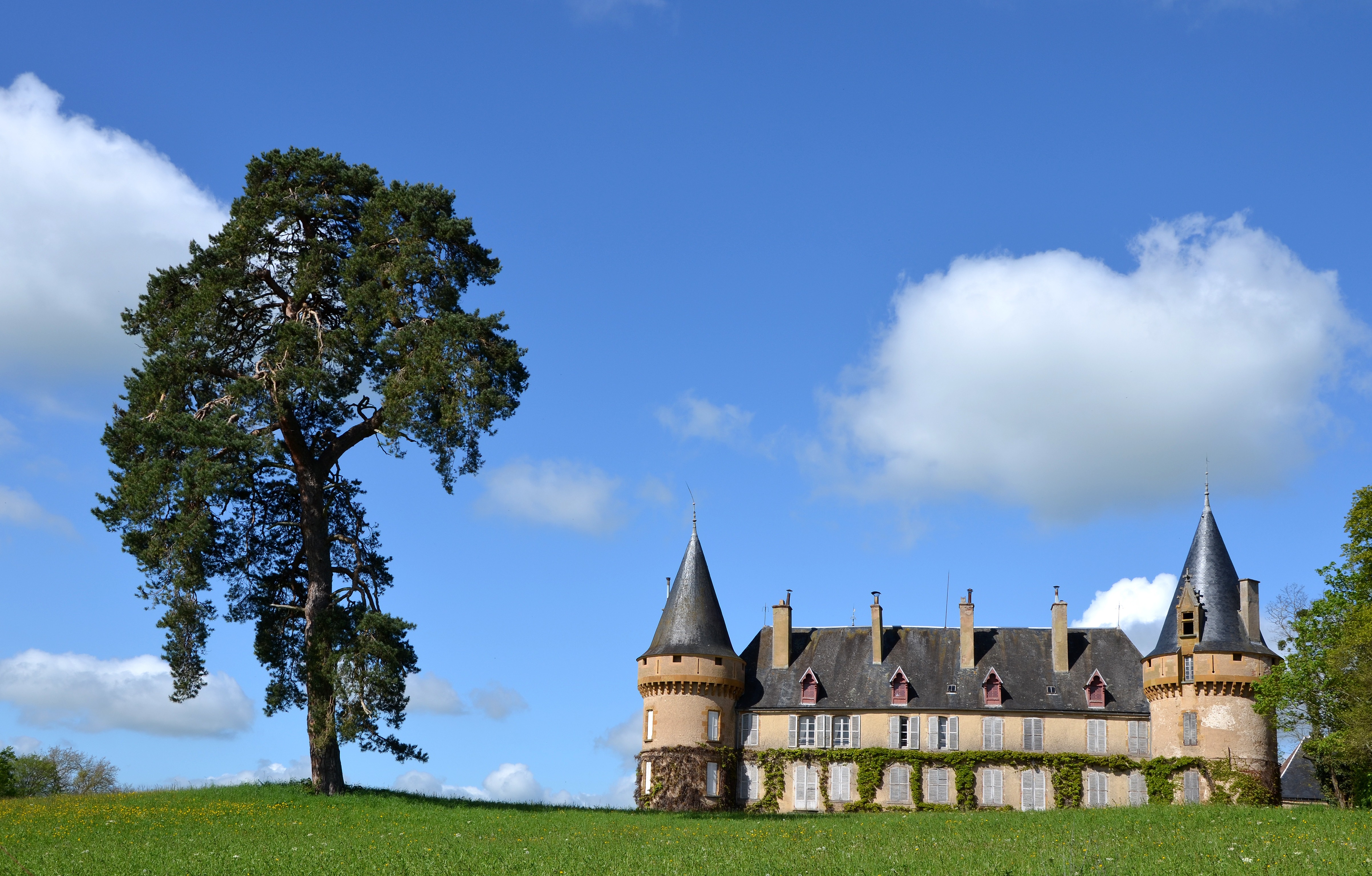
قلعه Villemolin
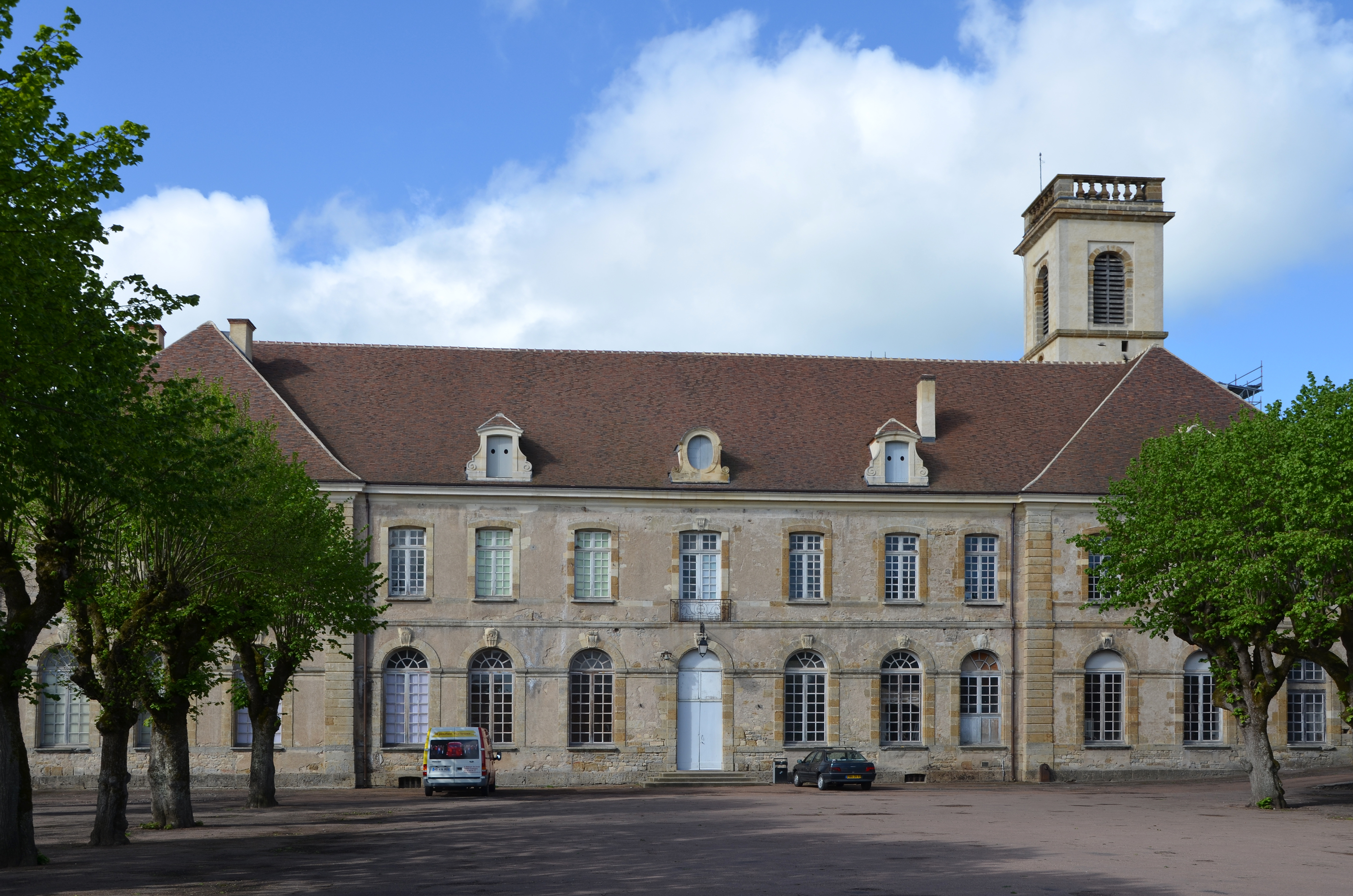
Abbey of Corbigny